# Храм Воскресения Христова в Пленицах в Андреевском монастыре
Храм Воскресения Христова в Пленицах  — православный храм в Москве, в Андреевском монастыре. Расположен между Нескучным садом и Воробьёвыми горами, на берегу реки Москвы.

## История
Храм Воскресения Христова в Пленицах был построен на месте старого Воскресенского храма 1648 года.
Строительство велось с 1689 по 1701 годы. В 1703 году он был освящён митрополитом Рязанским и Муромским Стефаном (Яворским). В подклете храма располагался придел великомученника Феодора Стратилата, а под ним склеп, в котором, по легенде, был захоронен Ф.М. Ртищев, на чьи средства и был построен храм.
В 1764 году монастырь был упразднён по указу Екатерины II в ходе секуляризационной реформы, в результате чего храм стал приходским.
С 1803 года помещения монастыря передали Московскому купеческому обществу для устройства богадельни. Храм Воскресения Христова был включён в общий комплекс богадельни, став ее домовым храмом.
С 1900 по 1917 годы при храме действовала церковно-приходская школа, открытая по инициативе настоятеля, священника Николая Молчанова.

### В XX веке
В 1924 году богадельня была закрыта, и до 1964 года помещения монастыря (включая храмы) использовались для жилья.
В 1925 году «по просьбе трудящихся» Моссовет передал храм для устройства клуба рабочих 1-й Московской фабрики Гознак.
В 1967–1971 гг. была проведена реставрация, в ходе которой был восстановлен внешний облик храма.
8 марта 1992 года в храме возобновились богослужения, а в 22 апреля 1992 он был заново освящён.

## Прочие сведения
- Есть две версии происхождения слова "пленица" в названии храма. По мнению И. Е. Забелина, возможно что здесь, под крутым речным берегом, вязали плоты и далее их гнали вниз по реке. Согласно словарю Даля, "пленица"[4] (именно с одним "н") является синонимом слова "плести"[5]. По другой версии, неподалёку стояло сельцо Пленницы (в пользу этого говорит хранившаяся в монастыре икона св. Андрея Стратилата с подписью, что этот образ был принесён из сельца Пленницы).
- В соборе сохранилась святыня – чтимая Казанская икона Божией Матери.[2]